# Perry Richardson
Perry Richardson (7 de julio de 1963 en Conway, Arkansas) es un bajista estadounidense. Richardson es conocido por su paso por la agrupación de hard rock FireHouse (1989–2000). Desde 2017 es miembro de la agrupación de metal cristiano Stryper en sustitución del bajista original Tim Gaines.

## Carrera
Perry Richardson se graduó de Conway High School en Conway, Carolina del Sur y se graduó de la University of South Carolina / Coastal Carolina en 1980 con una licenciatura en administración de empresas.
Richardson conoció a C. J. Snare en Carolina del Norte y formó una banda llamada Maxx Warrior. Finalmente, se reunieron con Bill Leverty y Michael Foster (que tocaban con una banda llamada White Heat). Los cuatro se juntaron en Charlotte y comenzaron FireHouse en 1989.
FireHouse tuvo éxito en los EE. UU. Y Asia, vendiendo más de 7 millones de álbumes en todo el mundo. Ganaron un American Music Award en 1991 por "Nuevo artista favorito Heavy Metal / Hard Rock". Después de abandonar FireHouse en el 2000, Richardson tocó el bajo para la estrella de la música country Craig Morgan y luego para Trace Adkins.
En 1995, Richardson fue incluido en el Salón de la Fama del Entretenimiento de Carolina del Sur.
El 30 de octubre de 2017, la banda de metal cristiano Stryper anunció que Richardson sería su nuevo bajista para reemplazar a Tim Gaines. Pero no participó en la grabación del duodécimo álbum de estudio God Damn Evil (2018) por cuestiones de agenda. Fue hasta 2020 que participó en la grabación de un álbum de Stryper con Even the Devil Believes

## Discografía

### Con Maxx Warrior
- Maxx Warrior (1986)

### Con FireHouse
- FireHouse (1990)
- Hold Your Fire (1992)
- 3 (1995)
- Good Acoustics (1996)
- Super Hits (1996)
- Category 5 (1998)
- Bring 'Em Out Live (2000)

### Con Stryper
- Even the devil believes (2020)